# Jonathan Edwards (atléta)
Jonathan Edwards (London, 1966. május 10. –) olimpiai és világbajnok brit atléta, hármasugró, 1995 óta a versenyszám szabadtéri világcsúcstartója. A Brit Birodalom Rendje kitüntetés parancsnoki osztályának birtokosa (CBE).

## Egyéni rekordjai
- Hármasugrás: 18,29 m (WR), 18,43 m (+2,4) (nem hitelesített eredmény a megengedettnél nagyobb hátszél miatt)
- 100 m: 10,48
- Távolugrás: 7,41 m